# La ciudad de los fotógrafos
La ciudad de los fotógrafos es un documental estrenado en 2006 que muestra a un grupo de fotógrafos chilenos durante la dictadura de Augusto Pinochet. Cuenta sus historias y su presente, mostrando la importancia que tenían los reporteros gráficos durante las protestas, quienes crearon un registro visual que más tarde serviría de apoyo a los testimonios de las víctimas y sus familiares, siendo fundamentales para iniciar procesos de justicia.[cita requerida] Algunos de ellos fueron reprimidos brutalmente, otros asesinados.
El documental muestra unos temas importantes, como la libertad de expresión, la represión, y la censura. Durante la dictadura, era muy importante luchar para los derechos de expresión. Los periodistas eran valientes durante esta lucha. La censura y las reglas de expresión estaba en lugar para aumentar el poder del dictador. La gente fuera de Chile tenía que ver lo que estaba pasando, y una manera eficaz era con las fotografías.
El documental tiene un tono de nostalgia y tristeza cuando muestra a los espectadores la historia verdadera y brutal del dictador en Chile. Los fotos reales de los ciudadanos ayudan de crear este tono porque muestran la situación político al mundo.
El periodismo ciudadano que hacen los fotógrafos en el documental no solo ocurrió en Chile. Por ejemplo, la gente de Colombia eligió un día del año para celebrar el trabajo valioso que hicieron los periodistas en Latinoamérica durante las dictaduras y ahora en el mundo.

## Premios y distinciones
| Evento                                                              | País           | Distinción                              | Resultado |
| ------------------------------------------------------------------- | -------------- | --------------------------------------- | --------- |
| Festival de Cine de Valparaíso 2007                                 | Chile          | Mejor Documental                        | Ganador   |
| Festival de Cine de Valparaíso 2007                                 | Chile          | Mejor Investigación                     | Ganador   |
| Festival de Cine de Viña del Mar 2007                               | Chile          | Mejor Documental                        | Ganador   |
| Festival de Cine de Chillán 2007                                    | Chile          | Mejor Documental                        | Ganador   |
| Premio Pedro Sienna 2007                                            | Chile          | Mejor Largometraje Documental           | "Ganador" |
| I Festival de Cine Social de La Pintana 2007                        | Chile          | Mejor Documental                        | Ganador   |
| Festival de Cine Africano, Asiático y Latinoamericano de Milán 2007 | Italia         | Mejor Documental                        | Ganador   |
| Primer Festival Internacional de documentales de 2007               | Irán           | Mejor Documental                        | Ganador   |
| Festival Internacional de cine latino de San Francisco              | Estados Unidos | Mejor Documental sobre Derechos Humanos | Ganador   |
| Cardiff Latino Film Festival 2007                                   | Gales          | Premio del Público                      | Ganador   |
| Festival internacional de documentales del sur 2007, DOCOSUR        | España         | Mejor Documental                        | Ganador   |
| III Festival de Cine Latino de París, 2008                          | Francia        | Mejor Documental Internacional          | Ganador   |
| Festival Internacional de Cine Documental de Ámsterdam, 2006        | Países Bajos   | Mejor Película                          | Nominado  |
| Altazor 2007                                                        | Chile          | Mejor Documental                        | Nominado  |

| Festival de Documentales de Chiloé 2007                       | Chile  | Mención Honrosa             |                             |
| Festival Internacional de Documentales Santiago (FIDOCS) 2006 | Chile  | Mención Honrosa             | Mención Honrosa             |
| Festival DocsDF 2007                                          | México | Mención del Jurado          | Mención del Jurado          |
| FEISAL, Festival de Cine de Guadalajara 2007                  | México | Mención Especial del Jurado | Mención Especial del Jurado |